# متلازمة المرأة المنتهكة
متلازمة المرأة المُنتهكة (بي. دبليو. إس.)، هي نمط من العلامات والأعراض التي تظهر لدى امرأة سبق وأن تعرّضت لعنف متكرر من الشريك الحميم، سواء كان هذا العنف نفسيًا أم جسديًا أم جنسيًا على يد شريك ذكر (عادةً). صُنّفت المتلازمة في التصنيف الدولي للأمراض (الطبعة التاسعة) (الرمز: 995.81) تحت مسمى متلازمة الشخص المُنتهك، لكنها لم ترد في الدليل التشخيصي والإحصائي للاضطرابات النفسية (الطبعة الخامسة). تُشخص هذه المتلازمة أحيانًا على أنها إحدى الفئات الفرعية لاضطراب الكرب التالي للصدمة النفسية (بّي. تي. إس. دي.).
تُعتبر هذه الحالة أساس الدفاع القانوني عن المرأة المُنتهكة، إذ استُخدمت في العديد من القضايا التي تنطوي على قتل النساء المُعفنات جسديًا ونفسيًا لشركائهن الذكور. تُعتبر لينور إي. ووكر أول من درس هذه الحالة بالتفصيل، إذ استعانت بنظرية مارتن سيليغمان حول العجز المتعلَّم لتفسير سبب مواصلة النساء لعلاقاتهن مع الرجال المُسيئين. 
قد يُشخص الرجال أحيانًا بهذه المتلازمة التي غالبًا ما تتمحور حول النساء، لكن يُطلق عليها حينها اسم متلازمة الشخص المُنتهك، ولا سيما عند استخدامها كجزء من الدفاع القانوني. 

## المفهوم والاصطلاح
وضعت لينور إي. ووكر مفهوم متلازمة المرأة المُنتهكة في عام 1984. عرّفت ووكر هذه المتلازمة بأنها «نمط من العلامات والأعراض التي تظهر لدى النساء بعد تعرضهن للاعتداء الجسدي و/أو الجنسي و/أو النفسي في علاقاتهن الحميمة. تظهر هذه الأعراض بعد فرض الشريك (الذي يكون رجلًا عادةً) لسلطته وسيطرته على المرأة لإكراهها على القيام بما يريد، دون إيلاء أي أهمية إلى حقها أو مشاعرها».
قالت ووكر إنه «لم تنطبق هذه المتلازمة على الرجال نظرًا لوجود اختلافات جوهرية فيما يتعلق بكل من النظرية التي بُنيت على أساسها متلازمة المرأة المُنتهكة والافتقار إلى وجود بيانات مدعومة تجريبيًا. ولذلك، استُخدم مصطلح متلازمة المرأة المُنتهكة بدلًا من مصطلح متلازمة الشخص المُنتهك الحيادي جندريًا، أو حتّى متلازمة الرجل المُنتهك. قد يتعرّض الرجال للإساءة على يد النساء طبعًا، لكن لا تتماشى الآثار النفسية لهذه الإساءة مع أعراض الصدمة في معظم الحالات».
قد يُستخدم مصطلح متلازمة الشخص المُنتهك أحيانًا للإشارة إلى الرجال، وخصوصًا في نطاق الدفاع القانوني. أشار المؤلف جون هامل إلى استبدال مصطلح متلازمة الشخص المُنتهك بـ متلازمة المرأة المُنتهكة في بعض الدوائر القانونية، «إذ يبدو حياديًا على الصعيد السياسي، فالمصطلح الجديد [متلازمة المرأة المُنتهكة] لا يضيف إلى المصطلح السابق المُستخدم للتعبير عن المتلازمة أي حيادية، ولا يراعي الخصائص المميزة المتعلقة باضطهاد الذكور».

## التشخيص
يرد رمز 995.81 في التصنيف الدولي للأمراض (الطبعة التاسعة) تحت مسمى «امرأة/ رجل/ زوج/ زوجة/ شخص مُنتهك (غير مصنف في مكان آخر)»، إذ يشمل التصنيف أي شخص تظهر عليه أوصاف محددة من الناحية الجسدية لا النفسية. يندرج هذا التوصيف تحت عنوان عام «الإساءة الجسدية ضد البالغين»، ويُصنّف في إطار «الإصابات والتسمم». 
يتركز التشخيص على النساء بصفة أساسية، وخصوصًا من حيث علاقته باضطراب الكرب التالي للصدمة النفسية. لا يرد في الدليل التشخيصي والإحصائي للاضطرابات النفسية (الطبعة الرابعة- مراجعة نصية) فئة تشخيصية مستقلة لردود الفعل على الانتهاك. تُعامل ردود فعل النساء المُنتهكات المتنوعة بوصفها تشخيصات مستقلة، كاضطراب الكرب التالي للصدمة النفسية أو الاكتئاب مثلًا. لا ينطوي الدليل التشخيصي والإحصائي للاضطرابات النفسية (الطبعة الخامسة) على فئات فرعية لتشخيص اضطراب الكرب التالي للصدمة النفسية، لذا لا يرد أي تشخيص للمتلازمة في الدليل. ومع ذلك، يجوز استخدام المتلازمة بوصفها تصنيفًا لتوجيه الخطط العلاجية ومسائل الطب الشرعي.